# Estação Iate
A Estação Iate é uma estação de Veiculo Leve sobre Trilhos (VLT) localizada na Avenida Vicente Castro, entre o Iate Clube Fortaleza e o Morro Santa Terezinha no bairro Mucuripe, em Fortaleza, Brasil. Faz parte da linha Nordeste do Metrô de Fortaleza, administrado pela Companhia Cearense de Transportes Metropolitanos (Metrofor).
O nome da estação remete a sua localização, em frente ao Iate Clube Fortaleza.

## Histórico
A estação foi oficialmente inaugurada no dia 16 de Setembro de 2020, juntamente com a estação Mucuripe, contando a presença do Governador Camilo Santana e do então prefeito de Fortaleza Roberto Claudio, sendo aberta para o uso da população no dia seguinte (17 de Setembro de 2020).

## Características
Estação de Superfície, com bilheterias ao nível do solo, rampa de acesso para pessoas portadoras deficiência, sistemas de sonorização. Com estrutura semelhante às demais estações, a plataforma de embarque e desembarque da estação ilha, no entanto, possui seu mobiliário todo localizado em seu eixo, garantindo um bom deslocamento por parte dos usuários nas duas extremidades da plataforma. Guarda-corpos também foram localizados nas extremidades da plataforma para garantir mais segurança, liberando apenas a área direta de embarque e desembarque.
A estação se localiza em uma região estratégica: aos pés do Morro Santa Terezinha, local no qual em seu topo se pode adquirir uma bela vista de parte da Orla de Fortaleza; próximo ao Mercado dos Peixes de Fortaleza e da famosa Avenida Beira-Mar, atendendo desses modo, parte da região hoteleira da capital. 

## Acessos
O acesso pode ser realizado pela Avenida Vicente de Castro ou pelas escadarias que dão acesso ao topo do morro Santa Terezinha. Seguindo o padrão das demais estações, o acesso é feito através do bloco destinado para área para estacionamento de bicicletas, bilheteria, WCs e depósito. Neste caso, após a compra do bilhete, o usuário é conduzido através de um caminho determinado pela paginação do piso, até a passagem de nível que dá acesso à rampa e escada de entrada da plataforma de embarque e desembarque onde estão localizadas as cancelas eletrônicas de acesso.